# Festival de Cine de Lima
El Festival de Cine de Lima es un festival de cine realizado anualmente en Lima, Perú. Su nombre inicial hasta 2007 fue Encuentro Latinoamericano de Cine (Elcine).

## El festival
La primera edición se llevó a cabo en 1997 en el Centro Cultural de la PUCP, en el distrito de San Isidro, Lima, el cual continúa siendo la sede principal del festival. Con el correr de los años y el crecimiento del festival, a su tradicional sede del Centro Cultural de la PUCP se sumaron las salas de la cadena Cineplanet, así como diversos auditorios y centros culturales de Lima.
El festival se presenta la primera quincena de agosto de cada año. Es el principal evento cinematográfico del Perú y uno de los acontecimientos más importantes en el calendario cultural limeño. En pocos años ha logrado ubicarse entre los festivales más importantes de América Latina y es un evento de referencia para el cine de la región. Ha permitido impulsar y dar a conocer el trabajo de varios directores peruanos, como Claudia Llosa y Josué Méndez, además de difundir el cine latinoamericano en el Perú, generalmente poco exhibido en dicho país por falta de distribución.
Junto a las películas en competencia, se exhiben amplias muestras paralelas con películas de todas partes del mundo, así como ciclos de homenajes a diversos personajes de la industria cinematográfica.
Los días del festival ofrecen también una intensa actividad cultural que incluye clases magistrales, conferencias, presentaciones de libros, exposiciones de arte, etc.

## Competencia y premios
La competencia oficial comprende las siguientes secciones: Ficción y Documental. La convocatoria está dirigida a todo el ámbito latinoamericano.
El premio otorgado por el festival es denominado Trofeo Spondylus, que consiste en la estatuilla estilizada de un Spondylus, molusco marino ampliamente utilizado en el arte precolombino del Perú. Este premio se entrega en las diversas categorías del festival.

### Premios Oficiales

#### Sección Oficial Ficción
- Mejor Película Ficción
- Premio Especial del Jurado
- Mejor Director
- Mejor Actor
- Mejor Actriz
- Mejor Guion
- Mejor Fotografía
- Mejor Ópera Prima

#### Sección Oficial Documental
- Mejor Película Documental

#### Premio del Jurado de la Crítica Internacional
- Premio de la Crítica Internacional

#### Premios del Público
- Primer Premio del Público
- Segundo Premio del Público

### Otros premios
- Premio TITRA (A la mejor película peruana votada por el público)
- Premio EPIC (A la mejor ópera prima o segunda película)
- Premio del Ministerio de Cultura (A la mejor película peruana)
- Premio APRECI (A la mejor película en competición)
- Premio APC (A la película que promueva el respeto por los valores humanos universales)
- Premios Filmocorto (A los mejores cortometrajes)
- Premio de la OIT (Organización Internacional del Trabajo) y CINETRAB

## Ganadores del Trofeo Spondylus a Mejor Película Ficción
| Año  | Edición | Película                                         | Director(es)                              | País       |
| ---- | ------- | ------------------------------------------------ | ----------------------------------------- | ---------- |
| 1997 | 1       | Despabílate amor                                 | Eliseo Subiela                            | Argentina  |
| 1998 | 2       | Martín (Hache)                                   | Adolfo Aristarain                         | Argentina  |
| 1999 | 3       | El Faro                                          | Eduardo Mignogna                          | Argentina  |
| 2000 | 4       | Pantaleón y las Visitadoras                      | Francisco Lombardi                        | Perú       |
| 2001 | 5       | Nueve reinas                                     | Fabián Bielinsky                          | Argentina  |
| 2002 | 6       | El hijo de la novia                              | Juan José Campanella                      | Argentina  |
| 2003 | 7       | Ciudad de Dios                                   | Fernando Meirelles y Kátia Lund           | Brasil     |
| 2004 | 8       | Machuca                                          | Andrés Wood                               | Chile      |
| 2005 | 9       | El matrimonio de Romeo y Julieta                 | Bruno Barreto                             | Brasil     |
| 2006 | 10      | El custodio                                      | Rodrigo Moreno                            | Argentina  |
| 2007 | 11      | Luz silenciosa                                   | Carlos Reygadas                           | México     |
| 2008 | 12      | Leonera                                          | Pablo Trapero                             | Argentina  |
| 2009 | 13      | La nana                                          | Sebastián Silva                           | Chile      |
| 2010 | 14      | Hotel Atlántico                                  | Suzana Amaral                             | Brasil     |
| 2011 | 15      | El premio                                        | Paula Markovitch                          | México     |
| 2012 | 16      | Historias que solo existen cuando son recordadas | Julia Murat                               | Brasil     |
| 2013 | 17      | Heli                                             | Amat Escalante                            | México     |
| 2014 | 18      | Gente de bien                                    | Franco Lolli                              | Colombia   |
| 2015 | 19      | El abrazo de la serpiente                        | Ciro Guerra                               | Colombia   |
| 2016 | 20      | Oscuro animal                                    | Felipe Guerrero                           | Colombia   |
| 2017 | 21      | La familia                                       | Gustavo Rondón                            | Venezuela  |
| 2018 | 22      | Los muertos y los otros                          | João Salaviza y Renée Nader Messora       | Brasil     |
| 2019 | 23      | Bacurau                                          | Kleber Mendonça Filho y Juliano Dornelles | Brasil     |
| 2020 | 24      | A febre                                          | Maya Da-Rin                               | Brasil     |
| 2021 | 25      | Clara Sola                                       | Nathalie Álvarez Mesén                    | Costa Rica |
| 2022 | 26      | Piedra noche                                     | Iván Fund                                 | Argentina  |
| 2023 | 27      | Tótem                                            | Lila Avilés                               | México     |
| 2024 | 28      | Simón de la montaña                              | Federico Luis                             | Argentina  |
| 2025 | 29      | El agente secreto                                | Kleber Mendonça Filho                     | Brasil     |

## Países más Ganadores del Premio a Mejor Película Ficción
| País       | Número de premios | Ediciones                                            |
| ---------- | ----------------- | ---------------------------------------------------- |
| Argentina  | 9                 | 1997, 1998, 1999, 2001, 2002, 2006, 2008, 2022, 2024 |
| Brasil     | 8                 | 2003, 2005, 2010, 2012, 2018, 2019, 2020, 2025       |
| México     | 4                 | 2007, 2011, 2013, 2023                               |
| Colombia   | 3                 | 2014, 2015, 2016                                     |
| Chile      | 2                 | 2004, 2009                                           |
| Perú       | 1                 | 2000                                                 |
| Venezuela  | 1                 | 2017                                                 |
| Costa Rica | 1                 | 2021                                                 |

## Ceremonias
| Años |
| 1997 · 1998 · 1999 · 2000 · 2001 · 2002 · 2003 · 2004 · 2005 · 2006 · 2007 · 2008 · 2009 · 2010 · 2011 · 2012 · 2013 · 2014 · 2015 · 2016 · 2017 · 2018 · 2019 · 2020 · 2021 · 2022 · 2023 · 2024 |